# Idaea forsteri
Idaea forsteri là một loài bướm đêm trong họ Geometridae.